# Clydonodozus cinereithorax
Clydonodozus cinereithorax är en tvåvingeart som beskrevs av Alexander 1930. Clydonodozus cinereithorax ingår i släktet Clydonodozus och familjen småharkrankar. Inga underarter finns listade i Catalogue of Life.